# فريدرش فرديناند فون بويست

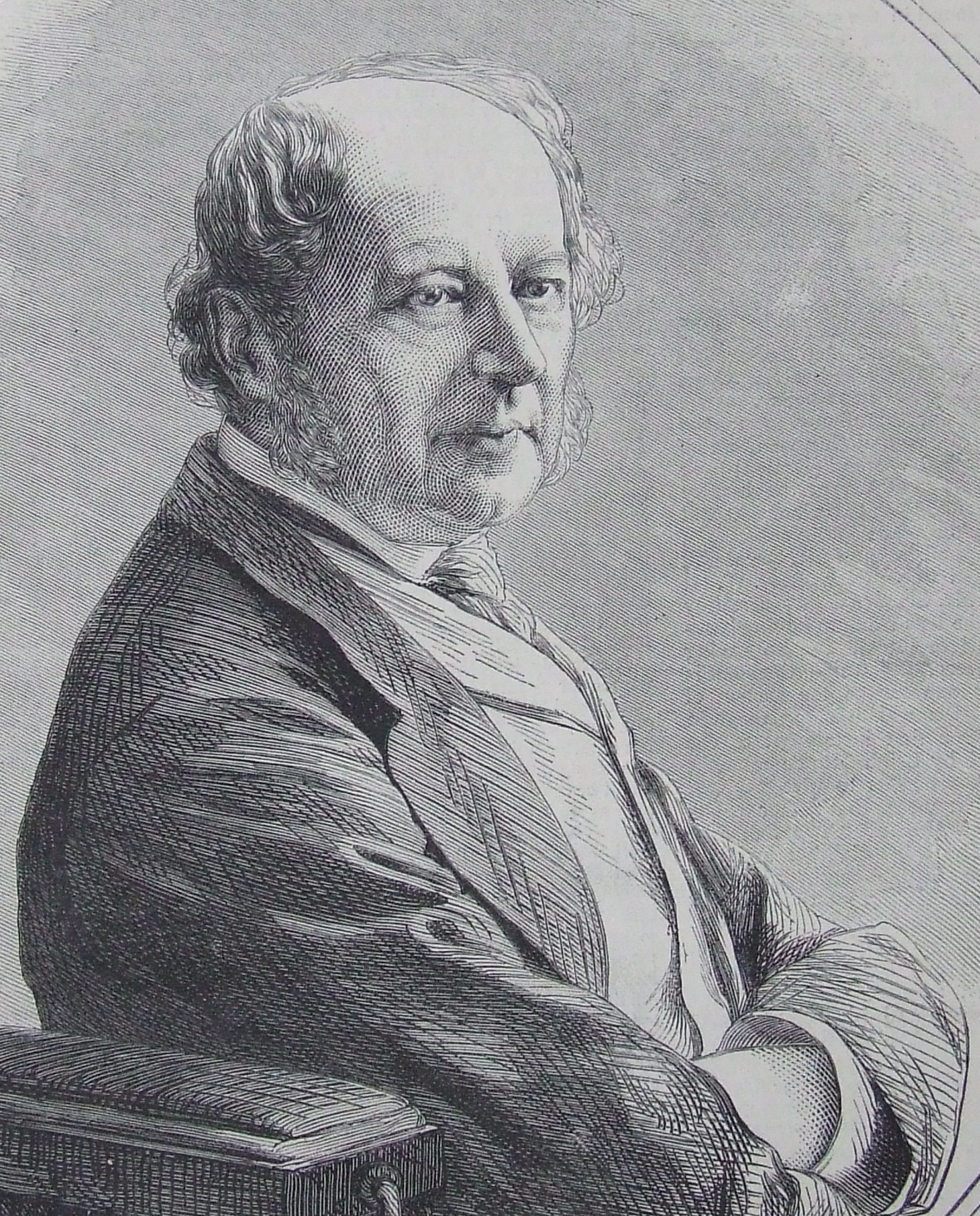
فريدرش فرديناند فون بويست

فريدرش فرديناند فون بويست (Friedrich Ferdinand von Beust؛ 13 يناير 1809 - 24 أكتوبر 1886) رجل دولة ألماني نمساوي.
ولد في درسدن، حيث كان والده يعمل في البلاط الساكسوني. وينحدر من عائلة نبيلة كانت قد نشأت في الأصل من براندنبورغ، منها فرع واحد استقر لأكثر من 300 سنة في ساكسونيا. بعد دراسته في لايبزش وغوتنغن دخل الخدمة العامة الساكسونية.
كانت بداية مشواره السياسي دبلوماسياً وسياسياً في ساكسونيا. في عام 1836 عـُين سكرتير مفوض في برلين، ثم في باريس، ميونخ، ولندن.
في مارس 1848 تم استدعائه إلى درسدن لتولي منصب وزير الخارجية، ولكن نتيجة لاندلاع الثورة لم يعين. في مايو تم تعيينه مبعوث ساكسوني في برلين، وفي فبراير 1849 استدعي مرة أخرى إلى درسدن، وهذه المرة عين وزيرا للدولة والشؤون الخارجية. شغل ذلك المنصب حتى عام 1866، عندما استدعاه فرانتس يوزيف الأول إلى بلاط النمسا الإمبراطوري.
وبالإضافة إلى ذلك تولى وزارة التربية والتعليم والعبادة العامة 1849-1853، والشؤون الداخلية في عام 1853، وفي نفس العام عين رئيساً للوزراء. إلا أنه كان عضوا قياديا في الوزارة منذ دخوله إياها، وكان المسؤول الرئيسي عن أحداث 1849. بنصيحة منه رفض الملك الدستور الألماني الذي أعلنه برلمان فرانكفورت. أدى هذا إلى انتفاضة في درسدن. قـُمعت أعمال الشغب بعد أربعة أيام من القتال على يد القوات البروسية التي قد طلب فون بويست مساعدتها.

## روابط خارجية
- فريدرش فرديناند فون بويست على موقع الموسوعة البريطانية (الإنجليزية)